# Dirk Baert
Dirk Baert (Zwevegem, 14 febbraio 1949) è un ex ciclista su strada e pistard belga, professionista dal 1970 al 1984.

## Carriera
Dirk Baert ottenne il suo primo successo in carriera nel 1968, quando divenne campione nazionale nella gara di 1 km. Nello stesso anno partecipò ai Giochi Olimpici in Messico, dove concluse al diciottesimo posto. 
Tre anni dopo ai Campionati del mondo di Varese, Baert vinse la medaglia d'oro nell'inseguimento individuale professionisti. Nella stessa competizione vinse altre due medaglie di bronzo: ai Mondiali di Marsiglia del 1972 (perdendo solo contro il britannico Hugh Porter e il suo connazionale Ferdinand Bracke) e ai Mondiali di Liegi del 1975 (cedendo solo all'olandese Roy Schuiten e al norvegese Knut Knudsen). 
Partecipò anche a gare su strada, vincendo i criteri di Deerlijk nel 1970, Beveren nel 1972, Lessines nel 1977, Halle-Ingooigem nel 1978 e Torhout nel 1981. Inoltre, vinse numerose medaglie ai campionati nazionali su pista, tra cui otto d'oro.

## Piazzamenti

### Grandi Giri
- Giro d'Italia

1979: ritirato
- Tour de France

1974: 93º

### Classiche monumento
- Milano-Sanremo

1972: 73º
1978: 26º
- Giro delle Fiandre

1979: 33º
- Parigi-Roubaix

1977: 41º
1978: 31º
1979: 36º

### Competizioni mondiali
- Campionati del mondo su pista

Varese 1971 - Inseguimento individuale: vincitore
Marsiglia 1972 - Inseguimento individuale: 3º
Rocourt 1975 - Inseguimento individuale: 3º